# Łukasz Habaj

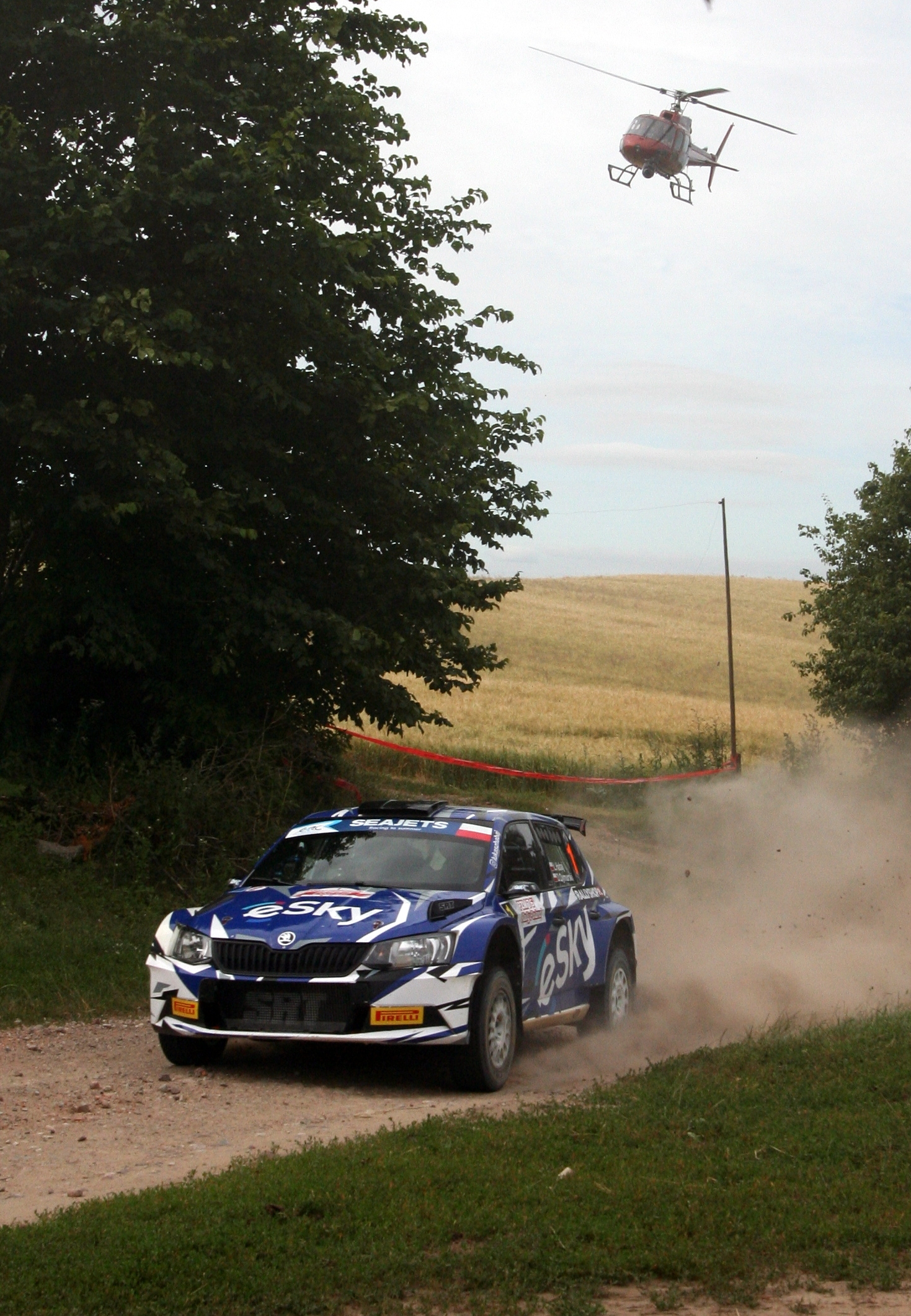
Łukasz Habaj podczas Rajdu Polski w roku 2019

Łukasz Habaj (ur. 29 kwietnia 1975 w Katowicach) – polski przedsiębiorca i kierowca rajdowy. Rajdowy mistrz Polski w 2015 roku, II wicemistrz Europy w 2019 roku. Założyciel serwisu eSky oraz agencji pracy tymczasowej Work Express.

## Działalność biznesowa
Aktywność zawodową rozpoczął w czasie studiów na kierunku marketingowe zarządzanie przedsiębiorstwem w Wyższej Szkole Zarządzania Marketingowego i Języków Obcych w Katowicach. W 2000 był współzałożycielem stowarzyszenia Young Explorers Society (YES), które zajmowało się organizacją wyjazdów Work and Travel do Stanów Zjednoczonych.
W 2004, w ciągu miesiąca, wspólnie z Łukaszem Kręskim utworzył dwie spółki: agencję pracy tymczasowej Work Express i eSky – serwis internetowy oferujący sprzedaż produktów turystycznych: biletów lotniczych, hoteli, ubezpieczeń. W 2012 wraz ze swoim wspólnikiem sprzedali Work Express liderowi rynku pracy tymczasowej, spółce Work Service, za 95 mln zł. Do 2020 roku eSky otworzyła oddziały w Brazylii, Bułgarii i Rumunii, a jest obecna na ponad 50 rynkach całego świata. 

## Aktywność sportowa
Licencję kierowcy rajdowego uzyskał w wieku 18 lat. Karierę sportową rozpoczął od startu w Rajdzie Nikon w 2003 roku, za kierownicą Fiata Seicento Sporting. W roku 2004 jadąc Fiatem Seicento Sporting klasy A0, wraz z Jackiem Spentanym, wygrał jeden z odcinków specjalnych Rajdu Barbórka Cieszyńska w klasyfikacji generalnej. W 2004 roku załoga zajęła pierwsze miejsce w Pucharze PZM w klasie N0. Jest członkiem klubu Moto Sport Gliwice. 
Debiut Habaja w mistrzostwach Polski, za kierownicą Peugeota 206 XS, nastąpił w roku 2005. Rok później, tym samym samochodem i z Jackiem Spentanym w roli pilota, zdobył mistrzostwo Polski w klasyfikacji Rajdowego Pucharu Polski Peugeot, wygrywając wszystkie sześć rajdów, w których wystartował. Kolejny rok to starty w zespole Team 07 za kółkiem Lancera Evo VIII. Po przerwie w roku 2008 wystartował w Citroen Racing Trophy 2009 za kierownicą Citroena C2 R2, a w 2010 roku pojawił się w Mitsubishi Lancerze Evo IX.
W sezonie 2012 Łukasz Habaj startował w mistrzostwach Polski w przygotowanym przez firmę Rallytechnology Lancerze Evo IX. Na fotelu pilota Jacka Spentanego zastąpił Piotr Woś, z którym Habaj utworzył załogę eSky Rally Team. Najlepszym wynikiem w sezonie 2012 było trzecie miejsce w klasyfikacji generalnej Rajdu Karkonoskiego. W sezonie 2013 Mitsubishi Lancer Evo IX załogi Habaj/Woś został przebudowany do specyfikacji R4. Ten rok Habaj zakończył zwycięstwem w Rajdzie Dolnośląskim. Był to pierwszy triumf Habaja w klasyfikacji generalnej rundy Rajdowych Samochodowych Mistrzostw Polski, a także ostatni raz, kiedy załoga w samochodzie N-grupowym zwyciężyła w zawodach rangi mistrzostw Polski. Za kierownicą Lancera Evo IX R4 Habaj rozpoczął też sezon 2014 i zajął drugie miejsce w klasyfikacji generalnej Rajdu Arłamów. W połowie sezonu doszło do zmiany auta na Forda Fiestę R5 i to zapoczątkowało ciąg sukcesów – zwycięstwa w Rajdzie Wisły i Rajdzie Dolnośląskim oraz trzecie miejsce w Rajdzie Nadwiślańskim. Sezon został zwieńczony zdobyciem tytułu II wicemistrza Polski w rajdach samochodowych.
W sezonie 2015 Habaj i Woś siedem z ośmiu rund RSMP ukończyli na podium, a trzy (rajdy Karkonoski, Dolnośląski i Arłamów) wygrali. Łącznie zgromadzili 137 punktów i sięgnęli po zwycięstwo w klasyfikacji generalnej i tytuł rajdowych mistrzów Polski.
W 2016 roku Habaj łączył starty w kraju z rywalizacją w rajdach zagranicznych. Sezon zaczął od zwycięstwa w klasyfikacji ERC 3 w Rajdzie Wysp Kanaryjskich – rundzie Rajdowych Mistrzostw Europy, w której wystartował przednionapędową rajdówką – Peugeotem 208 R2. W dwóch rajdach sezonu 2016 Habaj utworzył załogę z Danielem Dymurskim, z którym regularnie startuje od początku 2017 roku.
W sezonach 2017 oraz 2018 Habaj kontynuował starty w Rajdowych Mistrzostwach Europy. Kierowca Forda Fiesty R5 stawał na podium m.in. podczas Rajdu Lipawy 2017. W połowie sezonu 2018, po licznych awariach, Habaj zdecydował się zmienić dotychczasowy samochód na Skodę Fabię R5. Zadebiutował nią podczas Rajdu Elektreny – szóstej rundy Rajdowych Samochodowych Mistrzostw Polski 2018, którą ukończył na trzecim miejscu.
Sezon 2019 Habaj i Dymurski rozpoczęli od zwycięstwa w Rajdzie Azorów (jako pierwsza polska załoga) – inauguracyjnej rundzie Rajdowych Mistrzostw Europy. Następnie Habaj stawał na podium także w Rajdzie Wysp Kanaryjskich (trzecie miejsce) i w Rajdzie Polski (trzecie miejsce). Na 18 odcinkach specjalnych notował czasy w czołowej trójce, w tym cztery próby wygrał, a w klasyfikacji generalnej mistrzostw prowadził do piątej rundy – Rajdu Rzymu. Ostatecznie w całym sezonie FIA ERC wywalczył 116 punktów, co pozwoliło zająć trzecie miejsce i wywalczyć tytuł II wicemistrza Europy.

## Największe sukcesy sportowe
2004
- Zdobywca Pucharu PZM w klasie N0

2006
- Mistrzostwo Polski w Pucharze Peugeota
- Wygrane w klasie – Rajd Elmot, Rajd Polski, Rajd Subaru, Rajd Rzeszowski, Rajd Wisły, Rajd Nikon

2009
- Drugi w klasie w Agrotec Rally Hustopece w Rajdowych Mistrzostwach Czech

2010
- Trzecie miejsce w klasie w Valasska Rally
- Drugie miejsce w klasie na Rajdzie Rzeszowskim
- Tytuł wicemistrza Polski w grupie N

2012
- Trzecie miejsce w klasyfikacji generalnej 27. Rajdu Karkonoskiego
- Wygrana w klasie na Rajdzie Świdnickim
- Wygrana w klasie na Rally Kostelec
- Wicemistrz polski w grupie N

2013
- Pierwsze miejsce w klasyfikacji generalnej 23. Rajdu Dolnośląskiego
- Pierwsze miejsce w klasie „Gość” w Rajdzie Cieszyńska Barbórka

2014
- Drugie miejsce w klasyfikacji generalnej 1. Rajdu Arłamów
- Pierwsze miejsce w klasyfikacji generalnej 60. Rajdu Wisły
- Trzecie miejsce w klasyfikacji generalnej 1. Rajdu Nadwiślańskiego
- Pierwsze miejsce w klasyfikacji generalnej 24. Rajdu Dolnośląskiego
- Drugie miejsce w klasyfikacji generalnej RSMP (tytuł II wicemistrza Polski)

2015
- Pierwsze miejsce w klasyfikacji generalnej RSMP (tytuł mistrza Polski)
- Pierwsze miejsce w klasyfikacji generalnej 30. Rajdu Karkonoskiego
- Pierwsze miejsce w klasyfikacji generalnej 25. Rajdu Dolnośląskiego
- Pierwsze miejsce w klasyfikacji generalnej 2. Rajdu Arłamów
- Drugie miejsce w klasyfikacji generalnej 61. Rajdu Wisły
- Drugie miejsce w klasyfikacji generalnej 24. Rajdu Rzeszowskiego
- Trzecie miejsce w klasyfikacji generalnej 11. Rajdu Kaszub Gdańsk Baltic Cup

2016
- Pierwsze miejsce w klasie ERC3 podczas Rajdu Wysp Kanaryjskich
- Trzecie miejsce w klasyfikacji generalnej 12. Rajdu Gdańsk Castrol Inter Cars
- Drugie miejsce w klasyfikacji RSMP podczas 25. Rajdu Rzeszowskiego
- Pierwsze miejsce w klasie R5 podczas Rajdu Elektreny

2017
- Trzecie miejsce w klasyfikacji generalnej Rajdu Lipawy

2018
- Trzecie miejsce w klasyfikacji RSMP podczas Rajdu Elektreny
- Drugie miejsce w klasyfikacji RSMP podczas 75. Rajdu Polski

2019
- Trzecie miejsce w klasyfikacji generalnej Rajdowych Mistrzostw Europy (tytuł II wicemistrza Europy)
- Trzecie miejsce w klasyfikacji generalnej Rajdu Alūksne
- Pierwsze miejsce w klasyfikacji generalnej Rajdu Azorów
- Trzecie miejsce w klasyfikacji generalnej Rajdu Wysp Kanaryjskich
- Trzecie miejsce w klasyfikacji generalnej 76. Rajdu Polski

## Wyniki wRajdowych Mistrzostwach Europy
| Rok  | Zespół                     | Samochód       | 1      | 2      | 3      | 4     | 5      | 6      | 7     | 8      | 9      | 10    | Pkt. | Msc. |
| ---- | -------------------------- | -------------- | ------ | ------ | ------ | ----- | ------ | ------ | ----- | ------ | ------ | ----- | ---- | ---- |
| 2016 | Rallytechnology            | Ford Fiesta R5 | ESP 26 | GBR -  | GRE -  | POR - | BEL -  | EST 6  | POL 4 | CZE NU | LVA NU | CYP - | 32   | 15   |
| 2017 | Rallytechnology            | Ford Fiesta R5 | POR NU | ESP NU | GRE -  | CYP - | POL 7  | CZE 13 | ITA 7 | LVA 3  | –      | –     | 37   | 10   |
| 2018 | Rallytechnology            | Ford Fiesta R5 | POR 7  | ESP 10 | GRE 13 | CYP - | ITA 26 | CZE -  | POL 6 | LVA 5  | –      | –     | 34   | 11   |
| 2019 | Sports Racing Technologies | Škoda Fabia R5 | POR 1  | ESP 3  | LVA 5  | POL 3 | ITA 16 | CZE NU | CYP 4 | HUN NU | –      | –     | 116  | 3    |

## Piloci
- 2003 – Piotr Woś (4. Rajd Czechowicki)
- 2003-2011 – Jacek Spentany
- 2005 – Patryk Olejniczak (Rajd Wisły 2005)
- 2012-2015 – Piotr Woś
- 2015 – Grzegorz Dachowski (Rajd Cieszyńska Barbórka 2015)
- 2016 – Jacek Spentany
- od 2016 – Daniel Dymurski
- 2019 – Wojciech Włodek (Rajd Śląska 2019)

## Samochody
- 2003 – 2004 – Fiat Seicento Sporting
- 2005 – 2006 – Peugeot 206 XS
- 2007 – Mitsubishi Lancer Evo VIII
- 2009 – Citroën C2 R2
- 2009 – Citroën C2 VTS
- 2009 – Citroën C2 R2 Max
- 2010 – 2012 – Mitsubishi Lancer Evo IX
- 2013 – 2014 – Mitsubishi Lancer Evo IX R4
- 2014 – 2018 – Ford Fiesta R5
- od 2018 – Skoda Fabia R5